# Kenneth J. Gergen
Kenneth J. Gergen (* 1934 in North Carolina) ist ein US-amerikanischer Psychologe.

## Leben und Leistungen
Gergen ist ein Sohn des Mathematikers John Jay Gergens (1903–1967) und dessen Ehefrau Ambigne Munger; der Journalist David Gergen (* 1942) ist sein jüngerer Bruder.
Kenneth Gergens universitäre Ausbildung brachte ihm folgende Abschlüsse: B.A. an der Universität Yale (1953–1957), Ph. D. der Duke University (1959–1962), DSS (Hon.) an der Universität Tilburg (1987) und DHL (Hon.) am Saybrook Institute (1991).
Er vertritt die Theorierichtung des von ihm so genannten Sozialen Konstruktionismus, eine soziologisch orientierte Variante des Konstruktivismus. Bekannt wurde er durch seine Kritik an der Zulässigkeit von Kausalschlüssen aus psychologischen Experimenten. Wie er zeigte, hängen viele Effekte von der „kulturellen Einbettung“ ab, also von den jeweiligen komplexen Kontexten, in denen die Experimente durchgeführt wurden.
Derzeit hat Gergen die Gil and Frank Mustin Professur für Psychologie am Institut für Psychologie des Swarthmore College inne.

## Schriften (Auswahl)

### Autor
Aufsätze
- zusammen mit Lynn Hoffman und Harlene Anderson: Diagnose – ein Desaster? Ein konstruktionistischer Trialog. In: Zeitschrift für Systemische Therapie, 1997, Heft 4, S. 224–241, ISSN 0723-9505
- Beyond autonomy and community. Relational being. In: Klaus-Peter Köpping (Hrsg.): Die autonome Person. Eine europäische Erfindung? Fink, München 2002, ISBN 3-7705-3724-6, S. 177–192.
- Soziale Konstruktion und Bildung im Kontext globaler Konflikte. In: Rolf Balgo (Hrsg.): Theorie und Praxis systemischer Pädagogik. Carl-Auer-Systeme-Verlag, Heidelberg 2006, ISBN 978-3-89670-514-3, S. 24–44.

Monographien
- The Saturated Self. Dilemmas of Identity in Contemporary Life. Basic Books, New York 2000, ISBN 0-465-07186-4 (EA New York 1991).
  - deutsche Übersetzung: Das übersättigte Selbst. Identitätsprobleme im heutigen Leben. Carl-Auer-Systeme-Verlag, Heidelberg 1996, ISBN 3-931574-30-X.
- Realities and Relationships. Sounding in Social Construction. 3. Aufl. Harvard University Press, Cambridge, Mass. 1999, ISBN 0-674-74930-8 (EA Cambridge 1994).
- An Invitation to Social Construction. Sage, London 1999, ISBN 0-8039-8377-8.
  - deutsche Übersetzung: Konstruierte Wirklichkeiten. Eine Hinführung zum sozialen Konstruktionismus. Kohlhammer, Stuttgart 2002, ISBN 3-17-017102-X (mit einem Vorwort von Hans Westmeyer).
- Social Construction in Context. Sage, London 2001, ISBN 0-7619-6545-9.
- Relational Being. Beyond Self and Community. Oxford University Press, Oxford 2011, ISBN 978-0-19-984626-9 (EA Oxford 2009).
  - deutsche Übersetzung: Die Psychologie des Zusammenseins. dgvt-Verlag, Tübingen, 2021, ISBN 978-3-87159-113-6.
- zusammen mit Mary M. Gergen: Einführung in den sozialen Konstruktionismus. Carl-Auer-Systeme-Verlag, Heidelberg 2009, ISBN 978-3-89670-681-2.

### Herausgeber
- zusammen mit Klaus G. Deissler: Die Wertschätzende Organisation. Transcript, Bielefeld 2004, ISBN 3-89942-223-6.